# Epithelantha potosina
Epithelantha potosina és una espècie fanerògama de la família de les cactàcies (Cactaceae) originària de Nord-amèrica. Epithelantha potosina és una bonica cactàcia, de cos globós, espines blanques, flors rosades a blanques i fruits de color vermell.
Epithelantha potosina es distribueix a l'estat mexicà de San Luis Potosí. En el seu hàbitat creix com a un subarbust suculent i creix principalment al desert o al bioma de matolls secs. Va ser descrita per David A. Aquino García i Salvador Arias Montes i publicat a Systematic Botany 44(3): 612, a l'any 2019.

## Etimologia
Epithelantha, nom genèric que deriva del grec i significa "flors que surten de tubercles". potosina, epítet geogràfic a l'estat mexicà de San Luis Potosí.

## Sinonímia
Epithelantha greggii subsp. potosina D.Donati & Zanov. in Piante Grasse 30: 186 (2010).